# Gare de Pomáz
La gare de Pomáz est une gare ferroviaire située dans la ville de Pomáz,  dans le district de Szentendre, dans le comitat de Pest en Hongrie centrale en Hongrie.  Elle est desservie par la ligne H5 du HÉV de Budapest.

## Situation ferroviaire
La gare est située à 16,5 kilomètres du terminus de Batthyány tér et à 4,4 kilomètres de Szentendre. Elle se trouve en périphérie de la ville, sur la rue Vasút, à une altitude de 121 mètres.

## Service des voyageurs

### Intermodalité
- Réseau de bus Volánbusz lignes 851, 855, 856, 860, 861.

Seule une ligne de bus nocturne dessert cette gare : Réseau nocturne de bus BKV ligne 943.